# Gyula II Andrássy

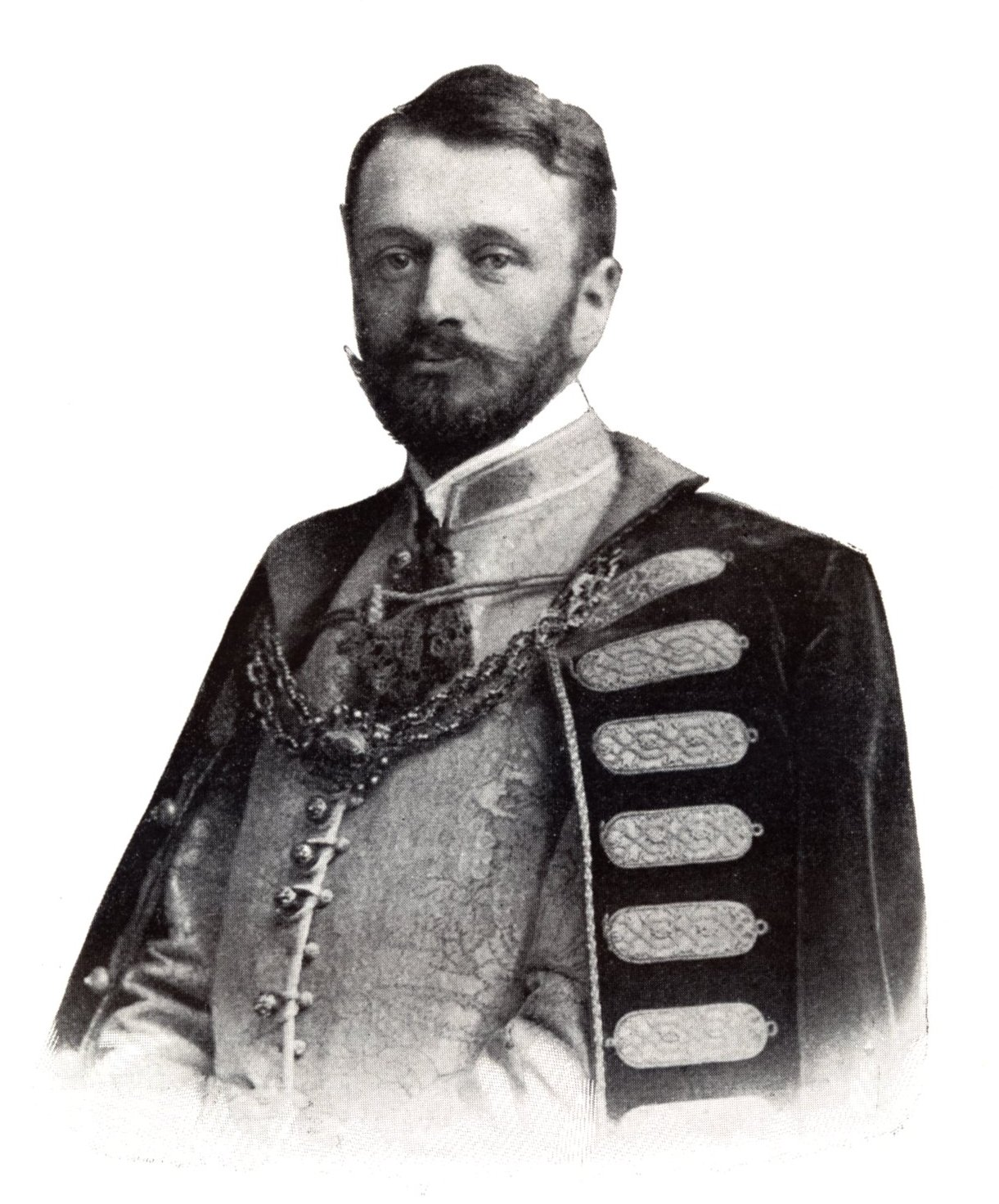
Gyula II Andrássy in 1905

Gyula II Andrássy van Csíkszentkirály en Krasznahorka (Tőketerebes, 30 juni 1860 – Boedapest, 11 juni 1929) was een Oostenrijk-Hongaars politicus. Hij was de zoon van graaf Gyula Andrássy, de Oostenrijk-Hongaarse minister van Buitenlandse Zaken (1871-1879).
In 1892 werd Gyula II Andrássy staatssecretaris van Binnenlandse Zaken en was nadien verscheidene malen minister en lid van het Hongaarse Huis van Afgevaardigden voor de Liberale Partij. Zijn leven lang geloofde hij in een democratisch Hongarije (Transleithanië) onder de Habsburgse kroon. Hij was een voorstander van enige decentralisatie van de Hongaarse kroonlanden en kwam daarom rechtstreeks in conflict met de Hongaarse premier Graaf István Tisza. Hij vond partners in het Huis van Afgevaardigden, waaronder graaf Albert Apponyi en (de latere sociaaldemocraat) Mihály Károlyi. 
Andrássy vormde in 1912 een eigen partij die naar meer democratie streefde. 
Hoewel een tegenstander van de Eerste Wereldoorlog (hij vond de Duitse bezetting van België 'een grove schending van het internationaal recht') bleef hij zijn land dienen. Reeds vanaf 1915 zocht hij naar een mogelijkheid om Oostenrijk-Hongarije uit de oorlog te onttrekken. 
In 1916 overleed keizer Frans Jozef I en werd hij opgevolgd door zijn jonge neef, Karel I. De nieuwe keizer streefde naar vrede teneinde het afbrokkelende rijk te behouden.

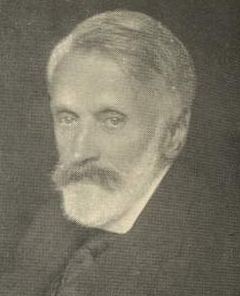
Andrássy op latere leeftijd

Op 25 oktober 1918 werd Andrássy door keizer Karel (in Hongarije bekend onder de naam koning Karel IV) benoemd tot minister van Buitenlandse Zaken, als opvolger van István Burian von Rajecz. In die functie trachtte hij een afzonderlijke vrede voor Oostenrijk-Hongarije bij de Entente te bewerkstelligen. Nadat dit mislukte trad hij een paar weken later (november 1918) af. 
Een paar weken na zijn aftreden bestond Oostenrijk-Hongarije niet meer. Andrássy ging nu een rol van betekenis spelen in het nieuwe koninkrijk Hongarije (na de radenrepubliek van 1919). Hij werd een opponent van rijksregent Miklós Horthy, die weigerde de Habsburgse monarchie in Hongarije te herstellen. In 1920 werd Andrássy voor de pro-Habsburgse Legitimistische Partij in de Hongaarse Landdag (parlement) gekozen. Andrássy steunde koning Karels pogingen om de troon terug te winnen (1921), maar later verklaarde Horthy de Habsburgers vervallen van de Hongaarse troon. 
Andrássy bleef tot 1926 lid van de Nationale Vergadering.

## Trivia
In de delen II en III van de Sissi-trilogie speelt de vader van Andrássy een voorname rol als leider van de Hongaarse opstandelingen. In het derde deel van de filmcyclus wordt zelfs gesuggereerd dat Andrássy gevoelens van verliefdheid voor keizerin Elisabeth had opgevat.